# Palato (araldica)

Palato

Palato è un termine utilizzato in araldica per indicare uno scudo, o pezza, pieno di pali contigui, in numero pari, i cui colori si alternano.

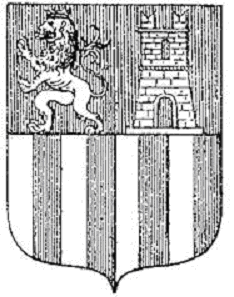
Palato d'argento e di rosso di otto pezzi
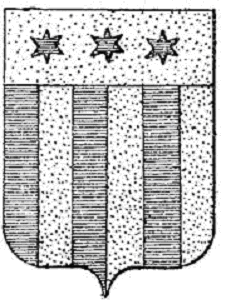
Palato d'azzurro e d'oro
Palato d'oro e di verde
Palato d'oro e di rosso, di 8 pezzi (stemma di Carnago)

Nella blasonatura occorre specificare il numero delle zone (dette pezzi), salvo che siano 6, numero predefinito. Se i pezzi sono 10 o più, si preferisce il termine verghettato. Nel blasonare un palato si comincia dal colore a destra dello scudo, dove per destra si intende la destra del cavaliere che porta lo scudo, cioè la sinistra di chi guarda.

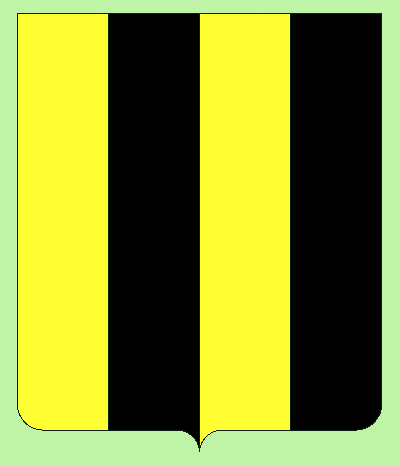
Palato d'oro e di nero, di 4 pezzi
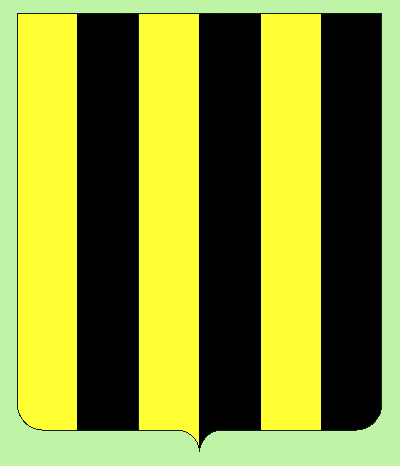
Palato d'oro e di nero
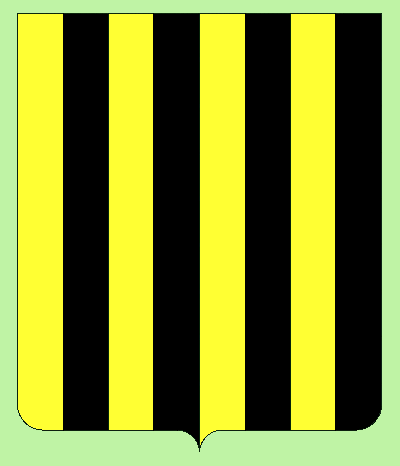
Palato d'oro e di nero, di 8 pezzi
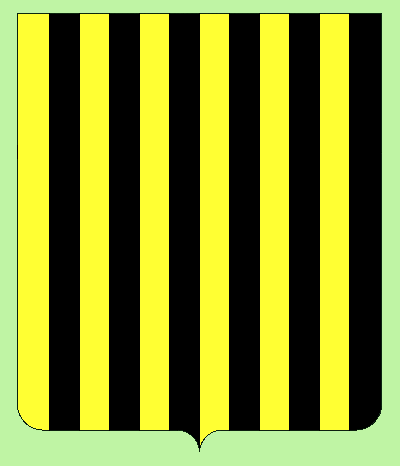
Verghettato d'oro e di nero, di 12 pezzi